# Al·lolactosa
L'al·lolactosa és un disacàrid format per D-galactosa i D-glucosa unides per enllaç O-glicosídic β1-6, en lloc del β1-4 de la lactosa, per tant el seu nom sistemàtic és β-D-galactopiranosil (1→6)-D-glucosa. Pot originar-se per la transglicolació ocasional de la lactosa degut a l'acció de l'enzim β-galactosidasa.
La funció biològica principal de l'al·lolactosa és ser un inductor de l'operó lac del bacteri Escherichia coli. L'al·lolactosa actua unint-se a una subunitat del repressor lac tetramèric, que, en absència d'al·lolactosa, reprimeix el funcionament de l'operó unint-se a l'operador lac, però quan l'al·lolactosa s'hi uneix pateix canvis conformacionals que minven la seva afinitat per l'operador de l'operó, fent que es dissociï de l'operador sent incapaç de reprimir l'expressió dels gens de l'operó. Per tant, l'al·lolactosa funciona com un inductor de l'operó lac.
Un anàleg no hidrolitzable de l'al·lolactosa és el isopropil β-D-1-tiogalactopiranòsid (IPTG), que s'usa en biologia molecular per induir l'operó lac.